# Laï
Laï è un comune del Ciad situato nel dipartimento di Tandjilé Orientale, provincia di Tandjilé.
È il capoluogo del dipartimento.